# Mjøndalen Idrettsforening 1976
Questa voce raccoglie le informazioni riguardanti il Mjøndalen Idrettsforening nelle competizioni ufficiali della stagione 1976.

## Rosa
| N. |                     | Ruolo | Calciatore         |
| -- | ------------------- | ----- | ------------------ |
|    | Norvegia (bandiera) | P     | Jan Erik Olsen     |
|    | Norvegia (bandiera) | D     | Bjørnar Øen        |
|    | Norvegia (bandiera) | D     | Ole Kristian Olsen |
|    | Norvegia (bandiera) | C     | Arnt Kortgaard     |
|    | Norvegia (bandiera) | C     | Boye Skistad       |

| N. |                     | Ruolo | Calciatore          |
| -- | ------------------- | ----- | ------------------- |
|    | Norvegia (bandiera) | C     | Brede Skistad       |
|    | Norvegia (bandiera) | C     | Kjell Solberg       |
|    | Norvegia (bandiera) | A     | Tor Erling Gunnerud |
|    | Gambia (bandiera)   | A     | Saihou Sarr         |
|    | Norvegia (bandiera) | A     | Egil Solberg        |

## Risultati

### Campionato

#### Girone di andata
| 25 aprile 1976 1ª giornata | Vard Haugesund | 0 – 2 referto | Mjøndalen |  |

| 2 maggio 1976 2ª giornata | Mjøndalen | 1 – 2 referto | Bryne |  |

| 10 maggio 1976 3ª giornata | Viking | 0 – 0 referto | Mjøndalen |  |

| 16 maggio 1976 4ª giornata | Mjøndalen | 2 – 1 referto | Start |  |

| 24 maggio 1976 5ª giornata | Lillestrøm | 3 – 1 referto | Mjøndalen |  |

| 27 maggio 1976 6ª giornata | Mjøndalen | 3 – 1 referto | Fredrikstad |  |

| 30 maggio 1976 7ª giornata | HamKam | 0 – 2 referto | Mjøndalen |  |

| 7 giugno 1976 8ª giornata | Mjøndalen | 2 – 0 referto | Molde |  |

| 10 giugno 1976 9ª giornata | Rosenborg | 0 – 0 referto | Mjøndalen |  |

| 20 giugno 1976 10ª giornata | Strømsgodset | 2 – 2 referto | Mjøndalen |  |

| 27 giugno 1976 11ª giornata | Mjøndalen | 2 – 2 referto | Brann |  |

#### Girone di ritorno
| 25 luglio 1976 12ª giornata | Mjøndalen | 3 – 1 referto | Vard Haugesund |  |

| 1º agosto 1976 13ª giornata | Bryne | 0 – 2 referto | Mjøndalen |  |

| 8 agosto 1976 14ª giornata | Mjøndalen | 2 – 1 referto | Viking |  |

| 22 agosto 1976 15ª giornata | Start | 2 – 0 referto | Mjøndalen |  |

| 29 agosto 1976 16ª giornata | Mjøndalen | 1 – 2 referto | Lillestrøm |  |

| 12 settembre 1976 17ª giornata | Fredrikstad | 1 – 4 referto | Mjøndalen |  |

| 19 settembre 1976 18ª giornata | Mjøndalen | 2 – 0 referto | HamKam |  |

| 26 settembre 1976 19ª giornata | Molde | 2 – 1 referto | Mjøndalen |  |

| 3 ottobre 1976 20ª giornata | Mjøndalen | 5 – 3 referto | Rosenborg |  |

| 10 ottobre 1976 21ª giornata | Mjøndalen | 1 – 0 referto | Strømsgodset |  |

| 17 ottobre 1976 22ª giornata | Brann | 0 – 2 referto | Mjøndalen |  |

### Coppa di Norvegia
| 10 ottobre 1976 Terzo turno | Mjøndalen | 0 – 0 (d.t.s.) referto | Pors |  |

| 10 ottobre 1976 Terzo turno Ripetizione | Pors | 0 – 1 referto | Mjøndalen |  |

| 15 agosto 1976 Quarto turno | Vålerengen | 2 – 0 referto | Mjøndalen |  |